# 朱慎䤰
朱慎䤰（1599年12月30日—？），字節甫，號鼎石，山西汾州府汾陽縣人，明朝晉藩慶成王府宗籍，慶成溫穆王朱鍾鎰來孫，天啟二年壬戌科進士，為明朝第一位宗室進士。

## 生平
天啟元年（1621年）辛酉科鄉試第六十九名舉人，天啟二年（1622年）中式壬戌科會試第二百七十三名，三甲第六十名進士。刑部觀政。天啟三年（1623年），授中書舍人。天啟七年（1627年），升禮部精膳司主事。
崇禎二年（1629年），閑住。

## 家族
曾祖朱表桐，誥封輔國將軍。祖父朱知𧣌，誥封奉國將軍。父朱新䐍，母李氏。兄朱慎⿰雲金，誥封輔國中尉；朱慎⿰？金，誥封輔國中尉；朱慎鍙，宗生。弟朱慎鏾。娶王氏。